# Nord West Yachts
Nord West Yachts var en svensk motorbåtstillverkare på Vindön, Orust. Bolaget grundades 1985 av Benny Martinsson som var VD och ägare. Modellprogrammet omfattade 2012 båtar mellan 27 och 56 fots längd varav de flesta var flybridgebåtar. Nord West köpte 2011 segelbåtstillverkaren Najad. Nord West & Najad försattes i konkurs i februari 2013 och såldes till Runo Gillholm och en kompanjon i juli samma år. 2014 köptes Nord West av Storebro Boats.